# Matteo Garofalo
Matteo Garofalo (Avezzano, 22 novembre 1993) è un doppiatore italiano.

## Doppiaggio

### Cinema
- Jan Kardasinski in La bisbetica domata (2022)[1] e La bisbetica domata 2[2]
- Nikolai Leon e Scott Chambers in Winnie-the-Pooh - Sangue e miele e Winnie-the-Pooh - Tutto sangue e niente miele
- Gabriel Guevara in È colpa mia?, È colpa tua?
- Igby Rigney in Joe Bell
- Rory J. Saper in Influencer - L'isola delle illusioni
- Denizhan Akbaba in L'estate passata
- Lucas Leto in Vicini per forza
- Marlowe Percival in The J Team
- Fabrizio Guido in Missione hamburger 2
- Daniel Namiotko in Lesson Plan
- Maciej Musiał in Stanotte stiamo insieme
- Yû Koyanagi in Bleach[3]
- Lee Jun-young in Badland Hunters[4]
- Griffin Gluck in Time Cut

### Televisione
- Spencer MacPherson in Northern Rescue
- Charles Alexander in The Wilds
- Jared Scott in Al lago con papà
- Karan Soni in Special
- Igby Rigney in Midnight Mass
- Ian Kenny in Red Election
- Jojo Macari e Armin Karima in Sex Education[5]
- Christopher Paul Richards in Piccoli brividi
- Raf Rogers in Valley of the Boom
- RJ Mitte in The Guardians of Justice
- Kit Connor in Heartstopper[6]
- Omar Ayuso in Élite
- Diego Montejo in Invisibile
- Bernardo Flores in Express
- Julio Peña Fernández in Berlino[7]
- Michael Ronda in Control Z[8]
- Krzysztof Oleksyn in Pantano
- Sahin Avci in Under Fire
- Park Solomon in In cerca di vendetta
- Martin Fajardo in La vera spaventosa casa dei Loud
- Calum Ross in Mercoledì

### Film d'animazione
- Sota Miyagi in The First Slam Dunk[9]
- Shohei Kaga in The Tunnel to Summer, the Exit of Goodbyes
- Yuki Shibayama in Haikyu!! Battaglia all'ultimo rifiuto
- Shinki in Boruto: Naruto the Movie

### Serie animate
- Jun Misugi in Captain Tsubasa[10]
- Chen Xiao in Link Click[11]
- Lupin III in Lupin Zero[12]
- Teruki Hanazawa in Mob Psycho 100
- Seiji Aizawa in Tokyo Mew Mew - Amiche vincenti (2024)
- Randall Skeffington in Ugly Americans
- Zanka Nijiku in Gachiakuta
- Yoichi Shigaraki (2^voce) in My Hero Academia
- Yuki Shibayama e Shunki Kawatabi in Haikyu!!
- Reinhard van Astrea in Re:Zero - Starting Life in Another World
- Eunseok in Solo Leveling
- Akihiko Nirei in Wind Breaker
- Koichi Kawahara in Kuroko's Basket
- Evan Edrok in Tower of God
- Kyoya Tachibana e Masayuki Honjo in That Time I Got Reincarnated as a Slime
- Protagonista da giovane in Secret Level (ep. 1x02)